# 김나연 (아나운서)
김나연(1988년 6월 16일 ~ )은 대한민국의 전 연합뉴스TV 뉴스의 아나운서로 활동하고 있다.

## 학력
- 강남대학교
- 연세대학교 언론홍보대학원 방송, 영상, 문화콘덴츠

## 경력
- KBS 울산방송국 아나운서
- MBC 충주방송국 라디오 리포터
- 연합뉴스TV 뉴스 아나운서